# Железничка станица Островица
Железничка станица Островица је једна од железничких станица на прузи Ниш—Димитровград. Налази се у насељу Островица у градској општини Нишка Бања у граду Нишу. Пруга се наставља у једном смеру ка Белој Паланци и у другом према према Нишкој Бањи. Железничка станица Островица се састоји из 3 колосека. 